# Chung kết UEFA Champions League 2005
Trận chung kết UEFA Champions League 2005 là trận đấu cuối cùng của UEFA Champions League (giải đấu bóng đá cấp câu lạc bộ chính của châu Âu), mùa giải 2004–05. Trận đấu là màn so tài giữa Liverpool của Anh và Milan của Ý tại sân vận động Olympic Atatürk ở Istanbul, Thổ Nhĩ Kỳ vào ngày 25 tháng 5 năm 2005. Liverpool (bốn lần giành chức vô địch) đã góp mặt trong trận chung kết thứ sáu và là trận chung kết đầu tiên kể từ năm 1985. Milan (sáu lần vô địch) đã góp mặt trong trận chung kết thứ hai sau ba năm và lần thứ mười trong lịch sử đội bóng.
Mỗi câu lạc bộ cần phải vượt qua vòng bảng và các vòng đấu loại trực tiếp để lọt vào trận chung kết, thi đấu tổng cộng mười hai trận. Liverpool đứng thứ hai ở bảng đấu của họ sau đương kim á quân AS Monaco (2004) và sau đó đánh bại Bayer Leverkusen, Juventus và Chelsea để tiến vào trận chung kết. Milan thì giành chiến thắng trước Barcelona và lần lượt đối đầu với Manchester United, Inter Milan và PSV trước khi tiến vào trận chung kết.
Milan được xem là đội mạnh hơn trước trận đấu và dẫn trước ngay phút đầu tiên nhờ công của đội trưởng Paolo Maldini. Tiền đạo Hernán Crespo của Milan ghi thêm hai bàn nữa trước khi hiệp một kết thúc để nâng tỷ số lên 3–0. Ở hiệp hai, Liverpool lội ngược dòng và ghi ba bàn trong bảy phút đầy kịch tính để san bằng tỷ số 3–3, với các bàn thắng của Steven Gerrard, Vladimír Šmicer và Xabi Alonso. Tỷ số được giữ nguyên trong hiệp phụ và hai đội phải thực hiện loạt sút luân lưu để phân định nhà vô địch. Tỷ số chung cuộc là 3–2 nghiêng về Liverpool khi quả phạt đền của Andriy Shevchenko bị thủ môn Jerzy Dudek của Liverpool cản phá.
Trận đấu được nhiều người xem là một trong những trận chung kết Champions League hay nhất mọi thời đại và kể từ đó được những người ủng hộ Liverpool gọi là "Miracle of Istanbul" (tiếng Việt: Phép màu Istanbul).

## Đường đến trận chung kết

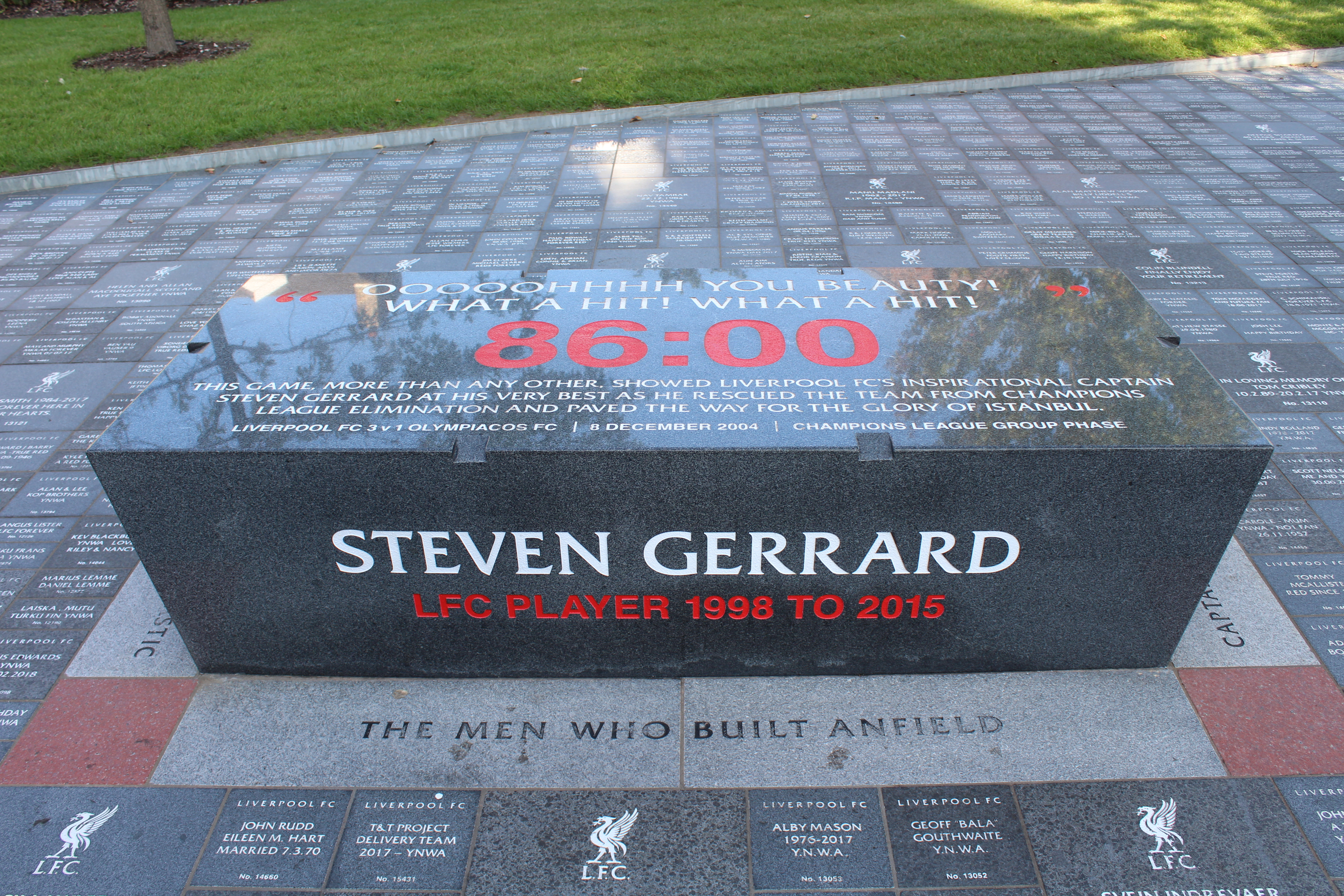
Chân cột khắc tên Steven Gerrard bên ngoài sân Anfield có ghi phút thứ tám mươi sáu (thời điểm mà anh ghi bàn cho Liverpool vào lưới Olympiacos)

Các đội bóng giành quyền tham dự vòng bảng Champions League (bất kể là trực tiếp hay thông qua ba vòng loại) dựa trên vị trí của họ ở giải quốc nội trước đó và sức mạnh của giải đấu đó. Mỗi câu lạc bộ đều cần vượt qua vòng bảng và vòng đấu loại trực tiếp để lọt vào trận chung kết, thi đấu tổng cộng mười hai trận. Liverpool đứng thứ hai ở bảng đấu của họ sau á quân Champions League 2004 là AS Monaco. Ở trận cuối vòng bảng của Liverpool chạm trán Olympiacos vào ngày 8 tháng 12, Steven Gerrard đã ghi bàn bằng một cú vô lê ở cự ly 25 thước Anh (23 m) ở phút thứ tám mươi sáu để giúp câu lạc bộ tiến vào vòng đấu loại trực tiếp. Ở các vòng đấu loại trực tiếp, Liverpool lần lượt đánh bại Bayer Leverkusen, Juventus và Chelsea để tiến vào trận chung kết. Bàn thắng ấn định chiến thắng trận bán kết ghi do công của Luis García bị huấn luyện viên của Chelsea là José Mourinho gọi là bàn thắng ma.
Milan giành chiến thắng trước Barcelona và lần lượt chạm trán với Manchester United, Inter Milan và PSV Eindhoven để tiến vào trận chung kết. Liverpool bước vào giải đấu ở vòng loại thứ ba sau khi đứng thứ tư ở giải Ngoại hạng Anh mùa 2003–04. Họ so tài với đội bóng Grazer AK của Áo và giành chiến thắng 2–0 trong trận lượt đi tại Graz nhờ hai bàn thắng của đội trưởng Steven Gerrard. Họ thua trận lượt về với tỷ số 1–0 tại Anfield nhưng tiến vào vòng bảng nhờ thắng chung cuộc 2–1. Milan bước vào thi đấu ở vòng bảng sau khi vô địch Serie A. Vòng bảng diễn ra theo thể thức hai lượt đấu vòng tròn một lượt gồm bốn đội, hai đội đứng đầu mỗi bảng sẽ giành quyền vào vòng đấu loại trực tiếp. Hệ số đấu loại trực tiếp được quyết định dựa trên các trận sân nhà và sân khách.
| VT | Đội              | ST | Đ  |
| -- | ---------------- | -- | -- |
| 1  | Milan            | 6  | 13 |
| 2  | Barcelona        | 6  | 10 |
| 3  | Shakhtar Donetsk | 6  | 6  |
| 4  | Celtic           | 6  | 5  |

| VT | Đội                 | ST | Đ  |
| -- | ------------------- | -- | -- |
| 1  | Monaco              | 6  | 12 |
| 2  | Liverpool           | 6  | 10 |
| 3  | Olympiacos          | 6  | 10 |
| 4  | Deportivo La Coruña | 6  | 2  |

## Thông tin trước trận

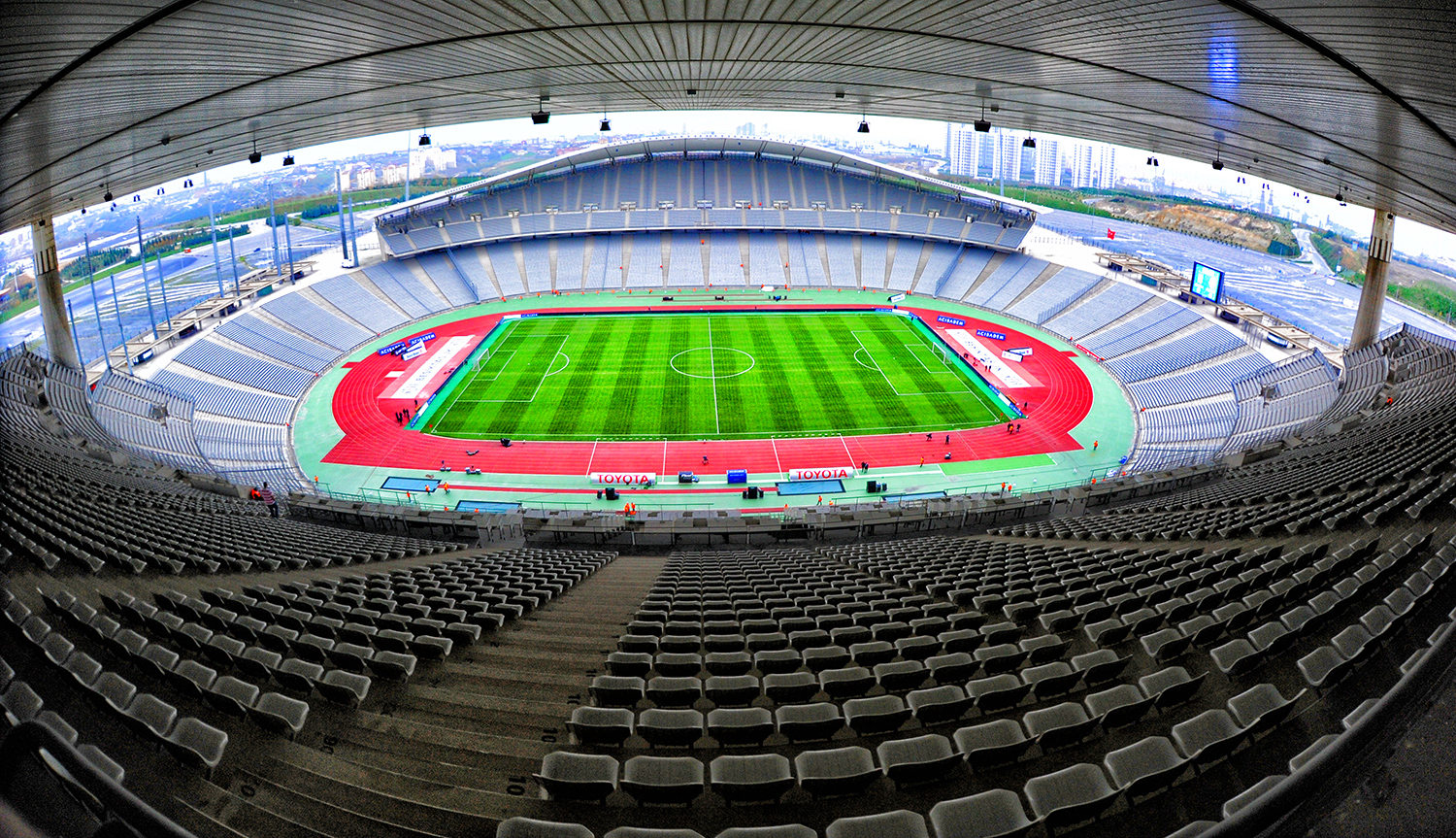
Sân vận động Olympic Atatürk tổ chức trận chung kết

Trận chung kết được tổ chức tại Sân vận động Olympic Atatürk, đây là lần đầu tiên một trận chung kết cúp C1 được tổ chức tại Thổ Nhĩ Kỳ. Giới quan sát đã chỉ ra những hạn chế về việc tổ chức trận chung kết ở Thổ Nhĩ Kỳ nhưng giám đốc điều hành UEFA, ông Lars-Christer Olsson hài lòng với sự đảm bảo của chính quyền Thổ Nhĩ Kỳ: "Nhìn chung, các điều kiện ở đó tương tự như với mọi quốc gia và họ đã đưa ra các cam đoan, đây là điều quan trọng, đặc biệt từ những trải nghiệm của họ vào mùa thu năm ngoái. Chúng tôi cũng đã yêu cầu đầu tư thêm vào cơ sở hạ tầng xung quanh sân vận động và họ cũng nhất trí." Đây là trận chung kết thứ sáu của Liverpool và là lần đầu tiên họ góp mặt kể từ trận chung kết Cúp C1 châu Âu 1985, khi đội thua 1–0 trước Juventus rồi bị cấm thi đấu ở châu Âu trong sáu năm do thảm họa sân vận động Heysel. Trước đó họ từng bốn lần vô địch cúp C1 vào các năm 1977, 1978, 1981 và 1984. Với Milan thì đây là trận chung kết thứ mười của họ. Họ đã vô địch sáu lần (1963, 1969, 1989, 1990, 1994, 2003) và thua ba lần (1958, 1993, 1995). Tổng số trận chung kết mà cả hai đội đã tham dự là mười bốn trận. Trước trận đấu, Milan đã chắc suất dự Champions League mùa sau nhờ giành vị trí á quân tại Serie A. Trong khi đó, Liverpool lại không thể lọt vào top bốn ở giải Ngoại hạng Anh và phải thắng trận chung kết để tham dự giải đấu vào mùa bóng tiếp theo. Ngay cả khi thắng trận, họ cũng không chắc suất sau khi UEFA không xác nhận liệu họ có cho phép Liverpool bảo vệ chức vô địch hay không. Hiệp hội bóng đá Anh thì lên tiếng ủng hộ Liverpool: "Chúng tôi đã gửi văn bản yêu cầu cho Liverpool có thêm một suất, nếu họ vô địch Champions League". Huấn luyện viên Carlo Ancelotti của Milan phát biểu: "Tôi nghĩ đội giành chức vô địch thì sẽ có quyền bảo vệ nó nhưng chúng tôi chỉ có thể nhờ Hiệp hội bóng đá Anh hỗ trợ và giải quyết vụ việc này."
Mỗi đội được phân hai mươi nghìn vé (trong tổng số sáu mươi chín nghìn vé) xem trận chung kết. Mười bốn nghìn bốn trăm vé đã được bán cho khán giả chung, một nửa trong số đó được phân phát thông qua một cuộc bỏ phiếu trên trang web của UEFA và nửa còn lại để Liên đoàn bóng đá Thổ Nhĩ Kỳ phân phát cho người hâm mộ nước này. Mười bốn nghìn sáu trăm vé cuối cùng được phân phát cho "gia đình bóng đá" của UEFA, tức gồm các quan chức UEFA, hiệp hội bóng đá quốc gia, đối tác thương mại và đài truyền hình. Phòng khách sạn trong thành phố rất khan hiếm, khi mà một trăm nghìn phòng trống đã nhanh chóng được các đại lý du lịch và người hâm mộ đặt trước. BBC đưa tin những người đến sớm rất sôi nổi nhưng không hề có dấu hiệu bạo lực và không khí tiệc tùng rất rôm rả.
Milan được xem là đội cửa trên và trong đội hình của họ có nhiều cầu thủ có kinh nghiệm và thành công tại giải đấu. Đáng chú ý nhất là đội trưởng Paolo Maldini (từng bốn lần vô địch giải trước đó, tất cả đều cùng Milan) và Clarence Seedorf (ba lần vô địch giải đấu với ba câu lạc bộ). Liverpool từng bị xem là đội cửa dưới suốt giải đấu, nhưng họ đã đánh bại những đối thủ được đánh giá cao hơn, kể cả Juventus và Chelsea để lọt vào trận chung kết. Huấn luyện viên Rafael Benítez của Liverpool thừa nhận điều này: "Có thể Milan được đánh giá cao hơn, nhưng chúng tôi có sự tự tin và có thể giành chiến thắng". Huấn luyện viên  Arsène Wenger của Arsenal cảm thấy Liverpool sẽ thắng trận đấu: "Tôi thích Liverpool hơn vì Milan trông mệt mỏi về thể chất và tinh thần sau khi mất chức vô địch [Serie A], tôi nghĩ họ chẳng bao giờ có cơ hội đánh bại Milan tốt hơn lúc này." Hậu vệ Jamie Carragher của Liverpool không quá lạc quan khi cho rằng đội Liverpool chơi không tốt bằng đội hình từng giành chiến thắng trận chung kết Cúp UEFA 2001: "Không có ý thiếu tôn trọng với đội hình mà chúng tôi sở hữu lúc này, nhưng hiển nhiên là chúng tôi không mạnh bằng chính mình hồi vô địch Cúp UEFA năm 2001. Hồi đó chúng tôi có một đội hình ổn định và mùa giải ấy khi chúng tôi bước vào các trận đấu với Barcelona và Roma, chúng tôi luôn thấy mình chơi giỏi như họ."
Bên phía Milan, có nhiều đồn đoán về người sẽ đá cặp với Andriy Shevchenko trên hàng công. Filippo Inzaghi và Jon Dahl Tomasson được đặt lên bàn cân, nhưng giới chuyên môn dự đoán rằng tiền đạo thuộc diện cho mượn Hernán Crespo sẽ được lựa chọn. Điều này được huấn luyện viên Ancelotti của Milan nhắc lại: "Tôi sẽ không nói liệu anh ấy có đá chính hay không, nhưng chắc chắn anh ấy sẽ thi đấu." Liverpool cũng dự kiến để Dietmar Hamann đá chính thay Igor Bišćan, và khi được hỏi liệu Djibril Cissé hay Milan Baroš sẽ xuất phát ở vị trí tiền đạo chủ lực, Benítez trả lời: "Cả hai đều đủ tốt, cả hai đều có thể thi đấu, tại sao không?"
Trọng tài điều khiển trận chung kết là Manuel Mejuto González, người dẫn đầu bộ phận trọng tài toàn người Tây Ban Nha. Những trợ lý trọng tài của ông là Oscar Martínez Samaniego và Clemente Ayete Plou, còn trọng tài thứ tư là Arturo Daudén Ibáñez. Mejuto González là trọng tài người Tây Ban Nha thứ ba bắt chính ở trận chung kết Cúp C1 châu Âu, sau Manuel Díaz Vega vào năm 1996 và José María Ortiz de Mendíbil năm 1969.

## Trận đấu

### Hiệp một

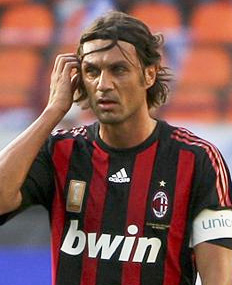
Thủ quân Paolo Maldini của Milan ghi bàn ngay ở phút đầu tiên của trận đấu

Liverpool tung ra sân đội hình 4–4–1–1; cầu thủ bất ngờ được đưa vào đội hình là Harry Kewell, được xếp đá sau Milan Baroš (thay thế Djibril Cissé). Việc Kewell có mặt làm cho Dietmar Hamann phải ngồi trên băng ghế dự bị, còn Xabi Alonso và Steven Gerrard đá chính ở trung tâm hàng tiền vệ. Milan thì sử dụng đội hình 4–3–1–2, với Hernán Crespo được ưu tiên hơn Jon Dahl Tomasson và Filippo Inzaghi (họ không có tên trong đội hình ngày thi đấu). Liverpool mặc trang phục sân nhà màu đỏ, trong khi Milan mặc trang phục màu trắng kẻ sọc (họ từng mặc bộ này trong các trận chung kết Cúp C1). Liverpool đã thắng trong trò tung đồng xu và giao bóng.
Milan ghi bàn ngay ở phút đầu tiên của trận đấu sau khi đội trưởng Paolo Maldini tung cú vô lê từ quả đá phạt trực tiếp của Andrea Pirlo (do Djimi Traoré phạm lỗi với một cầu thủ Milan trước đó). Bàn thắng biến Maldini trở thành cầu thủ ghi bàn lớn tuổi nhất trong lịch sử giải đấu. Liverpool đáp trả gần như ngay lập tức; nhận được bóng từ cú đá phạt góc của Steven Gerrard, John Arne Riise tung cú vô lê từ rìa vòng cấm. Cú sút của anh bị cản phá và bóng bật ra Gerrard bên cánh phải, rồi Gerrard tung đường tạt cho Sami Hyypiä đánh đầu về phía khung thành song bị Dida cản phá. Milan suýt chút nữa gia tăng cách biệt ở phút thứ mười ba, sau khi cú đánh đầu của Crespo bị Luis García phá ngay trên vạch vôi. Ít phút sau, Liverpool thay người sau khi Harry Kewell dính chấn thương háng; người thay thế anh là Vladimír Šmicer. Ngay sau đó, Kaká chuyền bóng cho Andriy Shevchenko, và anh sút tung lưới thủ môn Liverpool Jerzy Dudek, nhưng Shevchenko bị cho là đã việt vị và bàn thắng không được công nhận. Shevchenko có thêm một cơ hội ghi bàn sau đó vài phút; sau khi phá bẫy việt vị của Traore, cú sút của anh bị Dudek cản phá do anh bị chịu sức ép từ hàng thủ Liverpool. Luis García có hai cơ hội ghi bàn sau cú sút của Shevchenko; cú sút đầu tiên từ rìa vòng cấm đi vọt xà ngang và sau khi nhận đường chuyền bắng đầu của Baroš, cú sút tiếp theo của anh đi chệch cột dọc. Ngay sau pha tấn công này, Crespo có cơ hội đối mặt khung thành nhưng bị báo việt vị. Gần như ngay sau đó, Liverpool đã bị từ chối một quả phạt đền sau khi Alessandro Nesta bị cáo buộc dùng tay chơi bóng. Milan phản công và ghi bàn; Kaka rê bóng sang phần sân Liverpool rồi chuyền cho Shevchenko, rồi anh chuyền cho Crespo dứt điểm vào cột xa ghi bàn nâng tỷ số lên 2–0. Ít phút sau, nhờ pha kiến tạo của Kaka, Crespo gia tăng cách biệt cho Milan bằng cú sục bóng qua đầu Dudek, nâng tỷ số lên 3–0.

### Hiệp hai
Steve Hothersall nhắc đến bàn gỡ hòa của Alonso trên đài Radio City ở Liverpool
Báo cáo trận đấu của Liverpool Echo

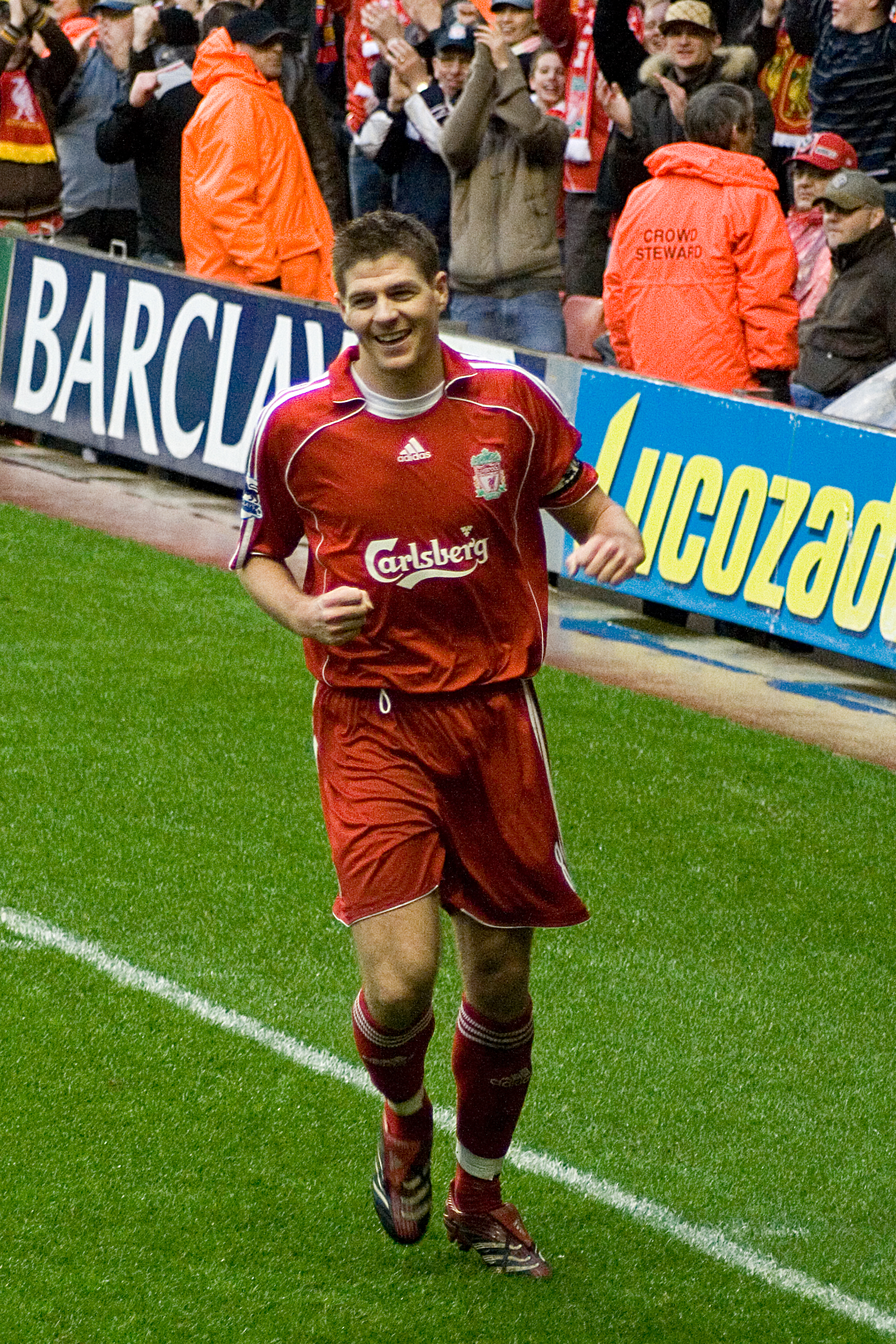
Steven Gerrard ghi bàn và sút thành công một cú đá phạt đền giúp Liverpool lội ngược dòng giành chiến thắng trận chung kết

Đầu hiệp hai, Liverpool đưa Dietmar Hamann vào sân thay Steve Finnan và còn chuyển sang sơ đồ 3–5–2 để cân bằng đội hình, với Riise và Šmicer ở hai bên cánh, Alonso và Hamann ở vị trí tiền vệ giữ bóng, và Gerrard chơi ở vị trí tiền vệ tấn công. Liverpool có cơ hội tốt nhất từ rất sớm khi Xabi Alonso thực hiện cú sút từ 35 thước Anh (32 m) đi chệch cột dọc phải của Milan trong gang tấc. Hai phút sau, Shevchenko buộc Dudek phải cứu thua bằng một cú đá phạt cực mạnh từ bên ngoài vòng cấm Liverpool.
Một phút sau, Liverpool ghi bàn nhờ công của đội trưởng Gerrard, sau khi anh nhảy lên đón quả tạt của Riise và đánh đầu tung lưới Dida. Ngay sau đó, Liverpool lại ghi bàn khi Šmicer đánh bại Dida bằng một cú sút xa, bóng đi chìm vào góc bên trái, giúp cho Liverpool chỉ còn bị dẫn trước một bàn. Ba phút sau bàn thắng của Šmicer, Liverpool được hưởng một quả phạt đền, sau khi Gerrard đột phá vào vòng cấm Milan và bị Gennaro Gattuso phạm lỗi. Quả phạt đền của Alonso bị cản phá, song anh đã đá bồi ghi bàn để gỡ hòa cho Liverpool. Sau đấy Milan và Liverpool có cơ hội vươn lên dẫn trước nhưng Clarence Seedorf và Riise đều ghi bàn không thành.
Milan suýt vượt lên dẫn trước ở phút thứ bảy mươi, sau khi Dudek cản phá và bóng bật về phía Shevchenko, rồi anh tung cú dứt điểm song bị Traoré phá bóng khỏi vạch vôi. Sau đó Gerrard có cơ hội ghi bàn nhưng anh lại sút vọt xà ngang. Khoảng mười phút sau, García không thể khống chế được bóng từ đường chuyền của Gerrard dẫn đến một pha tấn công của Milan, Crespo chuyền bóng lại cho Kaka dứt điểm song bị Jamie Carragher cản phá. Hai đội tiến hành một số sự thay đổi người trước khi hết hai hiệp chính với việc Liverpool thay Milan Baroš bằng Djibril Cissé, trong khi Milan lần lượt thay Hernán Crespo và Clarence Seedorf bằng Jon Dahl Tomasson và Serginho. Milan có cơ hội cuối cùng trước khi hiệp chính kết thúc nhưng Kaka lại không thể đón được đường chuyền bằng đầu của Jaap Stam hướng về phía khung thành, làm cho trận chung kết bước sang hiệp phụ lần thứ mười ba trong lịch sử giải đấu.

### Hiệp phụ

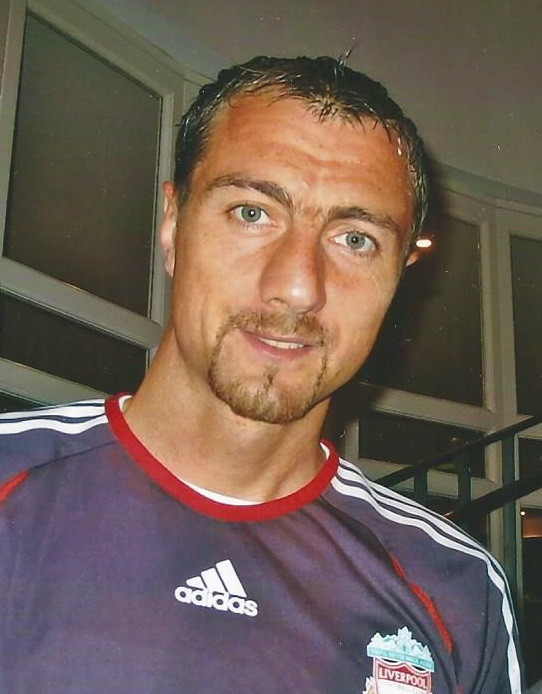
Thủ môn Jerzy Dudek miêu tả pha cản phá thứ hai trước Andriy Shevchenko ở phút thứ 117 là "pha cản phá của đời tôi".

Liverpool giao bóng ở hiệp phụ đầu tiên. Pirlo có cơ hội ngay những phút đầu nhưng lại đưa bóng đi vọt xà ngang. Tomasson áp sát ở những phút cuối của hiệp phụ đầu tiên, nhưng anh không thể chạm bóng. Šmicer phải điều trị chứng chuột rút vào cuối hiệp phụ thứ nhất, khi mà một số cầu thủ Liverpool có dấu hiệu kiệt sức. Liverpool có vài cơ hội sau khi được hưởng hai quả phạt góc nhưng không thể ghi bàn. Ngay sau đó, Milan thực hiện sự thay người cuối cùng: thay Gennaro Gattuso bằng Rui Costa.
Cơ hội tốt nhất của hiệp phụ thứ hai đến ở phút một trăm mười bảy (ba phút trước chấm đá luân lưu) khi Shevchenko sút trúng khung thành. Dudek đã cản phá được cú sút đầu tiên, bóng bật trở lại Shevchenko và anh lại tung cú dứt điểm nữa từ cự ly dưới 3 thước Anh (2,7 m), song Dudek lại cản phá được và đẩy bóng đi vọt xà ngang. Liverpool còn một cơ hội cuối ở cuối hiệp phụ nhưng quả đá phạt trực tiếp của John Arne Riise bị cản phá, rồi trọng tài thổi còi ra hiệu kết thúc hiệp phụ, qua đó loạt sút luân lưu sẽ định đoạt chức vô địch.

### Loạt sút luân lưu
Liverpool và Milan mỗi đội đều vô địch Cúp C1 gần nhất sau khi giành chiến thắng trong loạt sút luân lưu, và đây cũng là lần thứ hai trong ba năm trận chung kết được định đoạt theo cách này; trước đó, trong trận chung kết giữa hai đội Ý tại Old Trafford vào năm 2003, Milan đã đánh bại Juventus 3–2. Milan là đội đá phạt đền trước, nhưng Serginho (cầu thủ đá quả phạt đền đầu tiên cho Milan vào năm 2003 và ghi bàn) đã sút vọt xà ngang sau khi Dudek nỗ lực đánh lạc hướng anh, bắt chước trò hề "chân mì ống" của Bruce Grobbelaar trong loạt sút luân lưu ở trận chung kết Cúp C1 năm 1984 với Roma. Dietmar Hamann là người đá phạt đền đầu tiên cho Liverpool và dù bị gãy ngón chân, anh vẫn ghi bàn để đưa Liverpool dẫn trước 1–0. Người đá tiếp theo cho Milan là Andrea Pirlo, và quả phạt đền của anh đã bị Dudek cản phá. Rồi Cisse thực hiện quả phạt đền thành công để đưa Liverpool dẫn trước 2–0. Tomasson của Milan thực hiện quả phạt đền tiếp theo để rút ngắn tỷ số còn 2-1 so với Liverpool. Người đá tiếp theo cho Liverpool là Riise, nhưng quả phạt đền của anh đã bị Dida cản phá. Kế đó Kaká đá quả phạt đền tiếp theo thành công để san bằng tỷ số 2–2. Šmicer thực hiện quả phạt đền tiếp theo của Liverpool và sút thành công để đưa họ cận kề chiến thắng.
Shevchenko (cầu thủ thực hiện quả phạt đền quyết định vào lưới Gianluigi Buffon của Juventus năm 2003) buộc phải ghi bàn để giúp Milan tiếp tục loạt luân lưu. Anh sút thẳng quả phạt đền vào giữa khung thành, Dudek băng xuống bên phải nhưng lại cản phá bóng bằng tay trái giúp Liverpool giành chiến thắng 3–2 trong loạt luân lưu.

### Chi tiết
| Milan                                             | 3–3 (s.h.p.) | Liverpool                               |
| ------------------------------------------------- | ------------ | --------------------------------------- |
| - Maldini 1' - Crespo 39', 44'                    | Chi tiết     | - Gerrard 54' - Šmicer 56' - Alonso 60' |
| Loạt sút luân lưu                                 |              |                                         |
| - Serginho - Pirlo - Tomasson - Kaká - Shevchenko | 2–3          | - Hamann - Cissé - Riise - Šmicer       |

| Milan | Liverpool |

| TM               | 1  | Dida                  |  |      |
| HV               | 2  | Cafu                  |  |      |
| HV               | 31 | Jaap Stam             |  |      |
| HV               | 13 | Alessandro Nesta      |  |      |
| HV               | 3  | Paolo Maldini (đt)    |  |      |
| TV               | 21 | Andrea Pirlo          |  |      |
| TV               | 8  | Gennaro Gattuso       |  | 112' |
| TV               | 20 | Clarence Seedorf      |  | 86'  |
| TV               | 22 | Kaká                  |  |      |
| TĐ               | 7  | Andriy Shevchenko     |  |      |
| TĐ               | 11 | Hernán Crespo         |  | 85'  |
| Dự bị:           |    |                       |  |      |
| TM               | 46 | Christian Abbiati     |  |      |
| HV               | 4  | Kakha Kaladze         |  |      |
| HV               | 5  | Alessandro Costacurta |  |      |
| TV               | 10 | Rui Costa             |  | 112' |
| TV               | 24 | Vikash Dhorasoo       |  |      |
| TV               | 27 | Serginho              |  | 86'  |
| TĐ               | 15 | Jon Dahl Tomasson     |  | 85'  |
| Huấn luyện viên: |    |                       |  |      |
| Carlo Ancelotti  |    |                       |  |      |

| TM               | 1  | Jerzy Dudek         |     |     |
| HV               | 3  | Steve Finnan        |     | 46' |
| HV               | 23 | Jamie Carragher     | 75' |     |
| HV               | 4  | Sami Hyypiä         |     |     |
| HV               | 21 | Djimi Traoré        |     |     |
| TV               | 14 | Xabi Alonso         |     |     |
| TV               | 10 | Luis García         |     |     |
| TV               | 8  | Steven Gerrard (đt) |     |     |
| TV               | 6  | John Arne Riise     |     |     |
| TĐ               | 7  | Harry Kewell        |     | 23' |
| TĐ               | 5  | Milan Baroš         | 81' | 85' |
| Dự bị:           |    |                     |     |     |
| TM               | 20 | Scott Carson        |     |     |
| HV               | 17 | Josemi              |     |     |
| TV               | 16 | Dietmar Hamann      |     | 46' |
| TV               | 18 | Antonio Núñez       |     |     |
| TV               | 25 | Igor Bišćan         |     |     |
| TĐ               | 9  | Djibril Cissé       |     | 85' |
| TĐ               | 11 | Vladimír Šmicer     |     | 23' |
| Huấn luyện viên: |    |                     |     |     |
| Rafael Benítez   |    |                     |     |     |

| Cầu thủ hay nhất trận: Steven Gerrard (Liverpool) Trợ lý trọng tài: Clemente Plou (Tây Ban Nha) Oscar Samaniego (Tây Ban Nha) Trọng tài thứ tư: Arturo Dauden Ibáñez (Tây Ban Nha) | Luật - 90 phút - 30 phút cho hiệp phụ (nếu có) - Loạt sút luân lưu nếu tỉ số hòa - 7 cầu thủ dự bị - Tối đa ba quyền thay người |

| Thống kê       | Milan | Liverpool |
| -------------- | ----- | --------- |
| Số bàn thắng   | 3     | 0         |
| Tổng số cú sút | 7     | 5         |
| Sút trúng đích | 5     | 1         |
| Kiểm soát bóng | 56%   | 44%       |
| Phạt góc       | 2     | 1         |
| Phạm lỗi       | 8     | 7         |
| Việt vị        | 5     | 1         |
| Thẻ vàng       | 0     | 0         |
| Thẻ đỏ         | 0     | 0         |

| Thống kê       | Milan | Liverpool |
| -------------- | ----- | --------- |
| Số bàn thắng   | 0     | 3         |
| Tổng số cú sút | 15    | 10        |
| Sút trúng đích | 5     | 6         |
| Kiểm soát bóng | 54%   | 46%       |
| Phạt góc       | 8     | 3         |
| Phạm lỗi       | 8     | 16        |
| Việt vị        | 2     | 4         |
| Thẻ vàng       | 0     | 2         |
| Thẻ đỏ         | 0     | 0         |

| Thống kê       | Milan | Liverpool |
| -------------- | ----- | --------- |
| Số bàn thắng   | 3     | 3         |
| Tổng số cú sút | 22    | 15        |
| Sút trúng đích | 10    | 7         |
| Kiểm soát bóng | 55%   | 45%       |
| Phạt góc       | 10    | 4         |
| Phạm lỗi       | 16    | 23        |
| Việt vị        | 7     | 5         |
| Thẻ vàng       | 0     | 2         |
| Thẻ đỏ         | 0     | 0         |

## Dư âm
Chức vô địch của Liverpool đánh dấu chiếc Cúp C1 thứ năm của họ và Cúp C1 đầu tiên của một đội bóng Anh kể từ khi Manchester United đánh bại Bayern Munich trong trận chung kết năm 1999 tại Barcelona. Liverpool được trao quyền sở hữu chiếc cúp mà mọi nhà vô địch đều giành được kể từ năm 1995 (sau khi Milan được trao chiếc cúp vĩnh viễn trước đó sau chức vô địch thứ năm của họ vào năm 1994). Những đội tham dự mùa giải 2005–06 cạnh tranh để giành một chiếc cúp mới có dạng giống hệt. Luật giữ cúp dù có hiệu lực kể từ mùa giải 1968–69, song đã bị điều chỉnh ở mùa giải 2009–10 để chiếc cúp thực luôn thuộc về UEFA. Liverpool trở thành câu lạc bộ thứ năm và cuối cùng được trao vinh dự này sau Real Madrid, Ajax, Bayern Munich và Milan - tất cả đều đã vô địch ít nhất năm lần (sáu lần trong trường hợp của Real Madrid) hoặc ba lần liên tiếp.

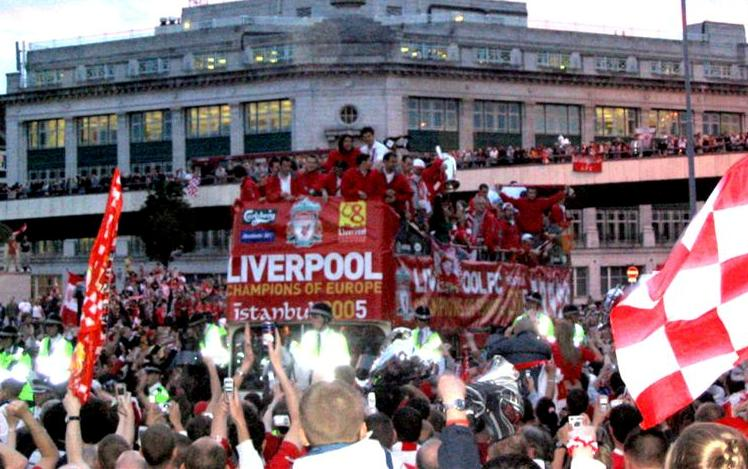
Đội Liverpool đem diễu hành cúp Champions League ở trung tâm thành phố Liverpool sau khi thắng trận.

Liverpool ăn mừng chức vô địch bằng việc diễu hành chiếc cúp quanh Liverpool trên một chiếc xe buýt hai tầng mui trần chỉ một ngày sau trận chung kết. Các chuyên gia kinh doanh ước tính rằng cứ năm công nhân thì có một người phải nghỉ việc để đi ăn mừng. Ngoài ra có ước tính rằng các Liverpudlian (cổ động viên Liverpool) đã uống khoảng 10 ngàn chai sâm panh sau trận đấu. Chuỗi siêu thị Sainsbury's tuyên bố: "Chúng tôi chưa bao giờ chứng kiến chuyện gì như vậy. Chúng tôi thường mong đợi sẽ bán được nhiều sâm panh như thế này vào dịp Giáng Sinh".

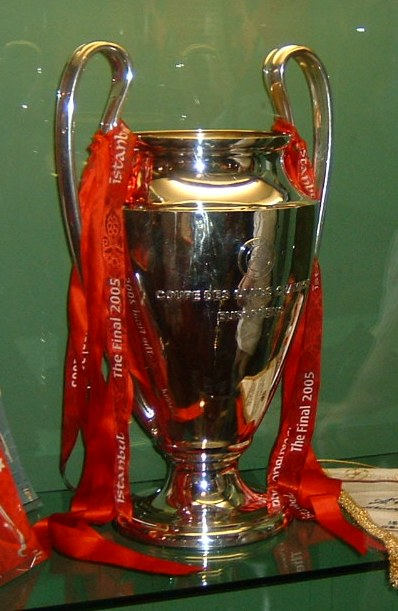
Chiếc cúp vô địch châu Âu cấp câu lạc bộ (hay Cúp C1) mà Liverpool đoạt được ở Istanbul, được trưng bày trong bảo tàng của câu lạc bộ ít tuần sau trận đấu.

Huấn luyện viên Rafael Benítez của Liverpool thừa nhận sau trận đấu rằng cách đội bóng giành chiến thắng đã làm ông sửng sốt: "Vấn đề là tôi chẳng có từ ngữ nào để diễn tả cảm nhận của tôi vào lúc này".
Benítez còn chuẩn bị chia tay đội hình vô địch của mình sau trận chung kết, khi một số cầu thủ dự kiến sẽ rời câu lạc bộ để nhường chỗ cho các tân binh. Một trong số những cầu thủ ra đi là Vladimír Šmicer - chủ nhân bàn thắng thứ hai cho Liverpool ở Istanbul, và hợp đồng của anh được cho là sẽ không được gia hạn trước trận chung kết, tức là anh biết được trận chung kết là trận đấu cuối cùng của anh cho câu lạc bộ. Milan cũng sốc không kém trước cách họ thua trận chung kết. Huấn luyện viên Carlo Ancelotti chia sẻ: "Chúng tôi đã có sáu phút điên rồ, chúng tôi đã vứt bỏ vị thế mà mình giành được tính đến thời điểm ấy". Kết quả này cộng hưởng với việc Milan không thể vô địch Serie A một tuần trước trận đấu. Phó chủ tịch Milan, ông Adriano Galliani nói tránh trận thua bằng phát biểu: "Ngay cả khi chúng tôi giành ngôi á quân ở giải quốc nội lẫn ở Champions League thì với chúng tôi, đây không phải là một mùa giải thảm hại". Đội trưởng Paolo Maldini lại tỏ ra kém lạc quan hơn khi cho rằng kết quả của trận đấu là một "nỗi thất vọng lớn", song Milan sẽ chấp nhận thất bại và "ngẩng cao đầu rời giải".
Nhiều bàn luận sau trận chung kết nhắm vào tương lai đội trưởng Steven Gerrard của Liverpool - anh được cho sẽ chuyển sang thi đấu cho đối thủ Chelsea. Gerrard tuyên bố ngay sau chiến thắng: "Làm sao tôi có thể nghĩ đến chuyện rời Liverpool sau một đêm như thế này?" Rồi giới truyền thông dẫn lời Gerrard cho biết anh muốn rời Liverpool, họ chỉ ra lý do là những sự việc xảy ra một tháng sau chức vô địch Champions League. Tuy nhiên, vào ngày 6 tháng 7, giám đốc điều hành Liverpool Rick Parry đã đính chính rằng Gerrard sẽ ở lại câu lạc bộ, và Gerrard đã ký một hợp đồng mới có thời hạn bốn năm vào ngày 8 tháng 7. Cuối cùng, anh ấy không bao giờ chơi cho một câu lạc bộ nào khác ở châu Âu. 10 năm sau, anh chuyển tới Mỹ chơi cho Los Angeles Galaxy của Major League Soccer.
Mặc cho giành chức vô địch nhưng vị trí dự Champions League mùa tới của Liverpool vẫn bị bỏ ngỏ. Trước thềm trận chung kết Champions League 2005, ngày 5 tháng 5, Hiệp hội bóng đá Anh quyết định rằng chỉ bốn đội cán đích đầu bảng giải Ngoại hạng Anh mói có vé dự Champions League, còn Liverpool kết thúc mùa giải quốc nội của họ ở vị trí thứ năm sau Everton. Ban đầu UEFA khẳng định mỗi quốc gia chỉ được phép có bốn suất tham dự Champions League và đề xuất FA có thể tiến cử Liverpool thay cho Everton. Liverpool phải đợi ba tuần để biết được liệu họ có được phép bảo vệ danh hiệu của mình như mọi nhà vô địch giải đấu trước đó đã làm hay không. UEFA đưa ra quyết định vào ngày 10 tháng 6, xác nhận rằng cả Everton và Liverpool đều có thể tranh tài ở Champions League. Tuy nhiên, Liverpool dự vòng sơ loại đầu tiên và không có quyền "bảo vệ đất nước"; tức là họ có thể đối đầu với một câu lạc bộ Anh khác ở bất kỳ giai đoạn nào của giải đấu. Ủy ban điều hành UEFA còn điều chỉnh các quy định cho các giải đấu trong tương lai để đội vô địch có quyền bảo vệ danh hiệu của mình, từ đó tự động giành quyền dự giải sang năm, mặc dù đội có vị trí thấp nhất ở những quốc gia dự nhiều vòng loại phải chịu thiệt thòi.
Với tư cách đương kim vô địch châu Âu, Liverpool chạm trán với CSKA Moscow (đội vô địch Cúp UEFA 2005) tại trận Siêu cúp châu Âu 2005, được tổ chức vào ngày 26 tháng 8. Chung cuộc Liverpool thắng trận 3–1 sau hiệp phụ. Chức vô địch của Liverpool ở Istanbul còn giúp họ đủ điều kiện tham dự giải vô địch thế giới các câu lạc bộ năm 2005. Liverpool đánh bại Deportivo Saprissa 3–0 trong trận bán kết và thua 1–0 trước nhà vô địch Copa Libertadores São Paulo trong trận chung kết.
Cả hai đội đều giữ lại một số cầu thủ thi đấu trong trận chung kết này để tái đấu trong trận chung kết năm 2007 tại Athens, mà chung cuộc Milan thắng 2-1. Nhiều cầu thủ đá trong trận đấu này cũng thi đấu cho đội huyền thoại thuộc câu lạc bộ của họ (Liverpool Legends và Milan Glorie) tại trận giao lưu giữa các huyền thoại (Legends Game) của Liverpool tại Anfield năm 2019; Robbie Fowler và Cissé đưa Liverpool dẫn trước 2–0 rồi Pirlo và Giuseppe Pancaro san bằng tỷ số cho Milan. Để rồi Gerrard ghi bàn ở phút cuối cùng của trận đấu để giúp Liverpool giành chiến thắng chung cuộc 3–2. Trận đấu đã quyên góp được khoảng một triệu bảng cho Quỹ LFC.

## Trong văn hóa đại chúng
Bộ phim điện ảnh hài One Night in Istanbul (2014) của Anh lấy bối cảnh ở Istanbul vào đêm diễn ra trận chung kết và có chứa một số thước phim ghi lại từ trận đấu.
Bộ phim điện ảnh chính kịch thể thao Will của Anh ra mắt năm 2011 (với sự tham gia của Damian Lewis, một người hâm mộ Liverpool) xoay quanh những thử thách và đau đớn trong cuộc đời của hai nhân vật hư cấu chính: cậu nhóc Will Brennan mười một tuổi và cầu thủ bóng đá người Bosnia Alek, và chuyến đi xem Liverpool thi đấu với Milan trong trận chung kết Champions League 2005 của họ.
Trận chung kết là đề tài bàn luận trong podcast The Anthropocene Reviewed của tác giả John Green, và bài tiểu luận được chuyển thể thành cuốn sách cùng tên của Green.